# Abbaye de Weißenohe
L’abbaye de Weißenohe est une ancienne abbaye bénédictine à Weißenohe.

## Histoire
Le monastère dédié à saint Boniface est fondé dans la seconde moitié du XIe siècle dans l'ouest du margraviat de Nordgau, à la frontière avec le duché de Franconie. La bulle de confirmation du pape Pascal II en 1109, dont on a perdu l'original mais dont sont conservée deux versions très anciennes, nomme un noble gentilhomme Aribo (Eribo), sa femme Gvilla (Willa) et une nièce Hadamoth (Hadimuot) comme donateurs. Elle ne donne aucune information sur les origines d'Aribo ni sur l'année exacte de sa fondation.
Une deuxième tradition circule à partir du deuxième tiers du XVIe siècle, attribuant la fondation à l'évêque d'Eichstätt Gebhard. Elle attribue 1053 comme l'année de fondation, mais elle est incorrecte.
Depuis le XVIIIe siècle, l'historiographie renoue avec la tradition d'Aribo. Au plus tard depuis la monographie de Scholliner en 1784, l'Aribo de Weißenohe, qui apparaît comme tel dans un document pour un synode du diocèse de Bamberg pour la première fois en 1059, est assimilé au comte palatin bavarois Aribon II (de) de la maison d'Aribonen, déposé par l'empereur Henri en 1055. Même si cette thèse n'est pas encore définitivement prouvée, il y a beaucoup à en dire, notamment la proximité géographique de Weißenohe avec Pottenstein, où vivait Boto (de), le frère de l'ancien comte palatin. La fondation du monastère lors de la période peu après la déposition d'Aribo et l'ostracisme temporaire (à la fin des années 1050 ou au début des années 1060) peut être remise en question, mais probablement plus vers la fin du XIe siècle, avant sa mort en 1102.
Pendant la querelle des Investitures, l'abbaye est directement subordonnée au Saint-Siège et détient les privilèges de l'élection libre de l'abbé et de l'élection libre du vogt. Les premiers moines viennent probablement de l'abbaye de Michelsberg (de) à Bamberg, puis principalement des petites familles aristocratiques des environs. La mention du château d'Hiltpoltstein (de) dans les copies de la bulle papale est considérée comme une indication qu'il est le siège du bailli au milieu du XIIe siècle au plus tard. Les différentes lettres de protection des papes et des empereurs des deux premiers siècles de son existence suggèrent une croissance lente des possessions, bien que les biens aient été dispersés et parfois très éloignés. Les nombreuses lettres de protection, parfois même falsifiées montrent également que l'abbaye fut à plusieurs reprises attaquée. Cependant, des conclusions plus précises sur des événements spécifiques ne peuvent être trouvées dans les documents pertinents que dans les cas les plus rares.
Aux XIVe siècle et XVe siècle, Weißenohe reste une très petite communauté de parfois seulement deux ou trois moines au fil du temps, qui, de plus, ne sont pas particulièrement préoccupés par la discipline monastique ou l'administration économique. Ainsi, au début du XVIe siècle, l'abbaye devient le jouet des trois puissances environnantes de la principauté épiscopale de Bamberg, de la ville libre de Nuremberg et du Haut-Palatinat, entre lesquelles elle est presque anéantie. Probablement le jour de la mort du dernier abbé en 1554, l'abbaye bénédictine est reprise par le Palatinat du Rhin protestant et consacré selon la nouvelle religion. Frédéric III du Palatinat introduit le calvinisme à Weißenohe. Pendant quelques années, il y a à nouveau une entente évangélique-luthérienne entre les pasteurs de Weißenohe et d'Igensdorf, jusqu'au milieu des années 1580, lorsque les prédicateurs calvinistes emménagent à nouveau dans l'ancienne église du monastère. Au début de la guerre de Trente Ans, le Palatinat perd au profit de la Bavière, si bien qu'après une période de transition (calviniste et catholique), Weißenohe redevient catholique au milieu des années 1620 et devient en 1628 une paroisse catholique du diocèse de Bamberg. La paroisse semble exister pendant près de cent ans, principalement en union personnelle avec Stöckach, mais pendant les soixante dernières années, elle est en conflit constant avec le monastère nouvellement fondé.
En 1661, les abbayes bénédictines du Haut-Palatinat de Michelfeld, Ensdorf et Weißenohe sont refondées. À la fin de l'année, les deux premiers moines viennent de Prüfing, Weißenohe est officiellement cédé à l'ordre bénédictin comme prieuré en 1669 et élevé au statut d'abbaye indépendante en 1695, non sans conflits avec le diocèse de Bamberg. Au fil des ans, l'abbaye, encore assez petite avec une dizaine de moines, supplante les prêtres de Bamberg avec des méthodes pas toujours miséricordieuses et prend finalement en charge la pastorale de la paroisse.
Certains des prieurs envoyés par Prüfing sont des théologiens hautement savants, qui mettent en place un séminaire théologique pendant la préparation du nouveau monastère, comme en particulier Gregor Dietl.
Le bâtiment conventuel et l'ancienne église sont progressivement démolis à partir de 1690 et d'abord remplacés par un nouveau bâtiment conventuel, l'église consacrée en 1707 et plus tard aussi l'aile de l'abbé. Au XVIIIe siècle, l'abbaye de Weissenohe connaît son apogée dans les magnifiques édifices baroques, malgré les fardeaux de la guerre. Même les abbés écrivent, en plus de sermons vénérables et raffinés, de petits singspiels et des pièces de théâtre. La formation théologique, cependant, n'a plus le niveau des moines de Prüfening, mais au moins vers la fin du siècle, les publications de la plume des moines de Weißenohe s'accumulent. La bibliothèque, malheureusement perdue, s'agrandit et un cabinet d'histoire naturelle est acquis. Le siècle des Lumières entre dans le monastère, créant de nombreux conflits entre les innovateurs et les traditionalistes sur la discipline monastique, sur le type de spiritualité que les temps nouveaux exigent, sur la lecture d'Emmanuel Kant et bien d'autres points.
Le journal que le jeune moine et plus tard fondateur de la bibliothéconomie Martin Schrettinger (de) tient à partir de 1793 offre un aperçu extraordinairement direct de ces conflits et de la vie quotidienne à l'abbaye de Weißenohe. C'est Schrettinger en 1802 qui, en tant que représentant d'un groupe de confrères associés aux Lumières, demande lui-même la dissolution de l'abbaye à Munich. La sécularisation a lieu en même temps que celle des autres abbayes bavaroises en 1803. Le terrain, les installations appartenant au monastère (moulin, brasserie, etc.) et le bâtiment conventuel sont vendus, et l'église abbatiale comme l'église paroissiale nouvellement établie de Weissenohe. Au milieu du XIXe siècle, deux ailes du bâtiment du monastère sont démolies après un incendie. Le moulin est entièrement restauré. La brasserie (de) située dans les dépendances à l'ouest de l'église est une entreprise familiale depuis 1827.
La question de l'utilisation de l'aile de l'abbé restante reste incertaine. Habitée jusque dans les années 1970, elle reste longtemps vide, est largement restaurée, sert un temps de centre de conférence pour une entreprise privée et est aujourd'hui à nouveau vide. Afin d'empêcher un éventuel rachat par des groupes d'extrême droite, une association de soutien est fondée qui souhaite promouvoir la création d'une académie de chant dans les anciens bâtiments du monastère.